# حسنوو (شهرستان بایماکسکی، باشقیرستان)
حسنوو (به لاتین: Khasanovo) یک منطقهٔ مسکونی در روسیه است که در باشقیرستان واقع شده‌است.